# Ralf Lanwehr
Ralf Lanwehr (* 25. November 1971 in Münster) ist Professor für Betriebswirtschaftslehre an der Fachhochschule Südwestfalen. Er ist spezialisiert auf anwendungsorientierte Fragestellungen aus den Bereichen Führung, Kultur, Strategie und Change, welche sich insbesondere mit den Implikationen von zunehmender Quantifizierung, Digitalisierung und Informatisierung für die Unternehmensführung befassen. Konkrete Beispiele sind etwa datenbasiertes Job ReDesign in der Automobilindustrie und kinetische Visualisierungen von Veränderungsmaßnahmen in Unternehmen. Eine Branchenspezialisierung liegt auf dem Profifußball, wo er beispielsweise den Einsatz von Machine Learning im Recruiting und Talent Management von Profifußballvereinen untersucht.

## Leben
Lanwehr studierte Psychologie und Mathematik an der Universität Münster und schloss seine Promotion in Betriebswirtschaftslehre an der Technischen Universität Berlin ab. Neben seiner Praxiserfahrung verfügt er über Lehrerfahrungen in Deutsch, Englisch und Portugiesisch auf den Gebieten Strategie, Personal und Statistik. Seine theoretischen Interessen umfassen Ansätze der transformationalen und dienenden Führung, innovationsförderliche Unternehmensstrategien sowie Kulturveränderungen.
Von 2012 bis 2016 war er Prorektor für Forschung an der Business and Information Technology School in Iserlohn. Außerdem leitete er dort das kooperative Promotionsprogramm mit der Universidad Europea de Madrid. Von 2008 bis 2012 hatte er an der internationalen Hochschule Bad Honnef – Bonn eine Professur für Betriebswirtschaftslehre mit den Schwerpunkten Personalwesen und internationales Management inne.

## Werke
- mit Sven Voelpel: Management für die Champions League, Publicis, Nürnberg 2009, ISBN 978-3-89578-290-9
- mit J. Mayer (Hrsg.): High Performance Work Systems – Evidenz aus dem Profifußball. Gabler-Springer, Heidelberg 2017
- mit H. Staar, Sven Voelpel: Spielfeld Arbeitsplatz, PublicisPixelpark, Frankfurt a. M. 2016
- mit M. Müller-Lindenberg, D. Mai: Balance Management – Vom erfolgreichen Umgang mit gegensätzlichen Zielen, Gabler-Springer, Heidelberg 2013
- mit T. Kaltenborn, H. Fiedler, T. Melles: Conjoint-Analyse, Rainer Hampp Verlag, Mering 2013